# Катастрофа Boeing 707 под Каракасом (1969)
Катастрофа Boeing 707 под Каракасом (1969) — крупная авиационная катастрофа, произошедшая в среду 3 декабря 1969 года. Авиалайнер Boeing 707-328B французской авиакомпании Air France выполнял рейс AF212 по маршруту Сантьяго—Кито—Каракас—Пуэнт-а-Питр—Лиссабон—Париж, но через несколько минут после вылета из Каракаса рухнул в Карибское море. Погибли все находившиеся на его борту 62 человека — 41 пассажир и 21 член экипажа.

## Самолёт
Boeing 707-328B (регистрационный номер F-BHSZ, заводской 18459, серийный 335) был выпущен в 1963 году и 13 марта совершил свой первый полёт. 30 марта того же года был передан авиакомпании Air France, в которой получил имя Chateau de Kerjean. Оснащён четырьмя турбореактивными двигателями Pratt & Whitney JT3D-3B.

## Экипаж
В связи с большой продолжительностью и, соответственно, длительностью полёта, самолётом управляли два экипажа: основной и сменный.
Основной экипаж:
- Командир воздушного судна (КВС) — 50-летний Роже Вальтер (фр. Roger Valter).
- Второй пилот — 33-летний Даниэль Куерон (фр. Daniel Couairon).
- Штурман — 49-летний Анри Пуллен (фр. Henry Poullain).
- Бортинженер — 40-летний Морис Ириссу (фр. Maurice Yrissou).
- Бортпроводники:
  - Жан Сервель (фр. Jean Servel), 31 год — старший бортпроводник.
  - Франсуаза Шарпен (фр. Françoise Charpin), 28 лет.
  - Бернадетт Маршап (фр. Bernadette Marchaps), 33 года.
  - Клодетт Рафанель (фр. Claudette Raphanel), 36 лет.
  - Жак Сандер (фр. Jacques Sanders), 41 год.
  - Жан-Пьер Сальмон (фр. Jean-Pierre Salmon), 39 лет.

Сменный экипаж:
- Командир воздушного судна (КВС) — 52-летний Жак Ривалан (фр. Jacques Rivalant).
- Второй пилот — 31-летний Жорж Белла (фр. Georges Bellat).
- Штурман — 47-летний Раймон Эрар (фр. Raymond Hérard).
- Бортинженер — 48-летний Бернар Фавро (фр. Bernard Favreaux).
- Бортпроводники:
  - Эжен Бо (фр. Eugène Baux), 34 года — старший бортпроводник.
  - Марлен Брюне (фр. Marlène Brunet).
  - Колетт Арнуль (фр. Colette Arnould), 36 лет.
  - Люсьена Эд (фр. Lucienne Heude), 26 лет.
  - Мишель Бод (фр. Michele Baud), 31 год.
  - Жан-Мишель Кордье (фр. Jean-Michel Cordier).
  - Жан-Луи Жамбу (фр. Jean-Louis Jambou), 36 лет.

## Катастрофа
Boeing 707-328B борт F-BHSZ выполнял регулярный международный пассажирский рейс AF212 из Сантьяго в Париж с промежуточными посадками в Кито, Каракасе, Пуэнт-а-Питре и Лиссабоне. Первые 2 этапа (Сантьяго—Кито и Кито—Каракас) были выполнены без существенных замечаний, после чего с 41 пассажиром и 21 членом экипажа на борту рейс AF212 вылетел из Каракаса в Пуэнт-а-Питр. Но едва поднявшись до высоты 910 метров, лайнер внезапно перешёл в крутое снижение и в 18:05 VET врезался в поверхность Карибского моря в 6,5 километрах от аэропорта вылета, после чего затонул на глубине 49 метров. Все 62 человека на его борту погибли.

## Расследование
- Венесуэльская комиссия по результатам расследования не смогла точно установить причину катастрофы, наиболее вероятная — пожар на борту. Также предполагались и другие версии — проблемы с авиатопливом, столкновение с другим самолётом или попытка уклонения от столкновения, отказ двигателей и другие[3].
- Французская сторона провела своё собственное расследование и 7 августа 1970 года выпустила окончательный отчёт расследования, в котором пришла к мнению, что катастрофа произошла из-за теракта на борту. Примечательно, что венесуэльская комиссия версию о теракте отвергла сразу[3].
- На борту, возвращаясь со съезда Коммунистической партии Чили, находились двое оппозиционных лидеров из французских владений в Вест-Индии — генеральный секретарь Гваделупской коммунистической партии Эвремон Жен и член Политбюро ЦК Мартиникской компартии профсоюзный деятель Долор Банидоль, — и их однопартийцы склонялись к версии о теракте.